# Alfred Hartranft
Gustav Alfred Robert Hartranft (* 1. Juli 1847 in Böblingen; † 18. November 1930 in Freudenstadt) war ein deutscher Kommunalpolitiker und Landtagsabgeordneter.

## Familie
Alfred Hartranft war der Sohn des Böblinger Oberamtspflegers Christoph Heinrich Hartranft (1806–1889) und der Johanne Christiane Böhringer (1809–1871). Er heiratete 1880 Maria Paulina Schaible. Sein Bruder war der Sindelfinger Realschulrektor und Landtagsabgeordnete Julius Hartranft. 

## Beruf
Nach dem Besuch des Karlsgymnasiums in Heilbronn studierte Alfred Hartranft von 1866 bis 1871 Rechtswissenschaften in Tübingen. Während seines Studiums wurde er 1866 Mitglied der Burschenschaft Germania Tübingen. Von 1872 bis 1874 war er Hilfsrichter in Horb und Geislingen an der Steige, 1874 bis 1876 dann Justizassessor beim Amtsgericht Freudenstadt. 1876 wurde er zum Stadtschultheiß von Freudenstadt gewählt, dieses Amt übte er 43 Jahre, also bis 1919 aus.

## Politik
Im Jahr 1882 wurde Hartranft als Vertreter des Oberamts Freudenstadt in die Zweite Kammer des württembergischen Landtags gewählt. Dieses Amt übte er bis zum Jahr 1900 aus. 

## Ehrungen
- 1890 Ritterkreuz Erster Klasse des Friedrichs-Ordens[2]
- 1899 Ritterkreuz des Ordens der Württembergischen Krone
- 1901 Ernennung zum Ehrenbürger von Freudenstadt
- 1925 Benennung einer Straße in Freudenstadt